# 補充立候補
補充立候補（ほじゅうりっこうほ）は、選挙の候補者が公示・告示日から投票日までに死亡、または候補者を辞したものとみなされる場合に認められる、追加立候補をいう。

## 概要
追加の候補者は候補者の関係者である必要はなく、誰でも、また何名でも立候補することができる。公職選挙法第86条の4第5項および第6項に規定がある。補充立候補の立候補の期限はそれぞれ投票日の3日前または2日前（町村長・町村議会議員）となる。期限が過ぎていても、首長選挙においては候補者が前日まで1人になった場合は、投票日を5日延期して、延期後の投票日3日前（町村においては2日前）まで補充立候補をすることができる。
比例代表選挙にあっては、選挙10日前まで候補者でなくなった者が名簿登載者の4分の1を超えている場合において、当初の届出の人数まで補充に届出することができる。衆議院の場合においては、名簿の順位を変更することも可能である。
さらに、衆議院（小選挙区）選出議員選挙においては候補者届出政党が選挙運動期間中に除名、離党その他の事由により所属する者でなくなった旨の届出が提出され立候補の届出が却下された場合も補充立候補が可能である。

## 適用例
これまで適用された有名な例には、1980年の第36回衆議院議員総選挙期間中に急死した大平正芳首相の補充候補として初当選した娘婿の森田一や、2007年の長崎市長選挙期間中に射殺事件で死亡した伊藤一長市長（現職）の補充候補として選挙戦に臨んだ、同市職員（企画部統計課長）の田上富久や娘婿の横尾誠、1956年の群馬県知事選挙において投票日の3日前に急死した竹腰徳蔵の補充候補として立候補した竹腰俊蔵の例などがある。

### 国会議員選挙
| 選挙         | 選挙区   | 辞退候補者 | 役職等             | 辞退理由 | 辞退日   | 投票日   | 補充立候補       | 当落 |
| ------------ | -------- | ---------- | ------------------ | -------- | -------- | -------- | ---------------- | ---- |
| 1953年衆院選 | 長野4区  | 萩元隼人   | 弁護士             | 死去     | 4月14日  | 4月19日  | 萩元たけ子（妻） | 当   |
| 1955年衆院選 | 新潟3区  | 稲村順三   | 前衆議院議員       | 死去     | 2月21日  | 2月27日  | 稲村隆一（実兄） | 当   |
| 1960年衆院選 | 三重1区  | 小林正美   | 前衆議院議員       | 死去     | 11月12日 | 11月20日 | 小林ちづ（妻）   | 当   |
| 1980年衆院選 | 香川2区  | 大平正芳   | 首相・前衆議院議員 | 死去     | 6月12日  | 6月22日  | 森田一（娘婿）   | 当   |
| 1983年衆院選 | 東京2区  | 佐藤進     | 元東京都議会議員   | 死去     | 12月3日  | 12月18日 | 佐藤裕彦（長男） | 落   |
| 1986年衆院選 | 熊本1区  | 藤田義光   | 元衆議院議員       | 死去     | 6月26日  | 7月6日   | 藤田みどり       | 落   |
| 1996年衆院選 | 兵庫11区 | 戸井田三郎 | 前衆議院議員       | 死去     | 10月13日 | 10月20日 | 戸井田徹（次男） | 当   |

### 首長選挙
| 選挙               | 辞退候補者 | 役職等       | 辞退理由 | 辞退日  | 投票日  | 補充立候補             | 当落 |
| ------------------ | ---------- | ------------ | -------- | ------- | ------- | ---------------------- | ---- |
| 1956年群馬県知事選 | 竹腰徳蔵   | 前衆議院議員 | 死去     | 7月24日 | 7月27日 | 竹腰俊蔵（実弟）       | 当   |
| 2007年長崎市長選   | 伊藤一長   | 長崎市長     | 死去     | 4月18日 | 4月22日 | 横尾誠（娘婿）         | 落   |
| 2007年長崎市長選   | 伊藤一長   | 長崎市長     | 死去     | 4月18日 | 4月22日 | 田上富久（長崎市職員） | 当   |

## 制度上の不備

### 補充立候補受付期限
補充立候補の立候補の期限はそれぞれ投票日の3日前または2日前であるので、その期限が過ぎてから投票日までに死亡して候補者が定数より多い場合は、補充立候補をすることができない。
また、補充立候補期間中に候補者が現れず、あるいはそもそも補充立候補が不可能な場合において、候補者が定数を越えなかった場合は候補者が無投票当選することになる。 事例として、2025年4月20日に投票日となっていた沖縄県与那原町町議会議員選挙において、前日19日に候補者1名が死亡したことで候補者が定数と等しくなった。補充立候補をできないことから、そのまま無投票となり期日前投票所も閉鎖となった。
2007年長崎市長選挙の際に当時の久間章生防衛相が「投票日3日前を過ぎたら補充がきかず、共産党と一騎討ちだと共産党の候補者が当選することになる。法律はそういうことを想定していない」と述べて批判されたが、共産党に限定せずとも泡沫候補や明らかに劣勢の候補が当選してしまう可能性はあり、現状ではそれは阻止できない制度になっている。

### 不在者・期日前投票
不在者投票および期日前投票で該当立候補者に投票していた場合、その投票は無効となる。再投票を行うことはできない。選挙制度が日本国憲法第15条で規定された秘密投票に基づいている以上、原理的に再投票を許すことができないというのが実情である（不在者投票・期日前投票を行った者の名簿はあるが、その場合該当立候補者に投票しなかった者にも再投票を認めるしかない）。

### 延期日
首長選挙においては候補者が前日まで1人になった場合は投票日を5日延期することができるが、日曜日を投票日に設定することが慣例となっている日本の選挙において、5日延期では延期した投票日は金曜日で平日になる問題がでている（平日投票）。

### 公費の格差
補充立候補をした候補は政見放送などや公費の選挙公報などが受けられなかったりすると、公示日までに立候補をしていた候補と格差が生じる。